# Імунопатологія
Імунопатологія (від імунітет і патологія) — розділ імунології, присвячений вивченню процесів, що виникають внаслідок ушкоджувальної дії на клітини і тканини організму імунологічних реакцій.
У точному значенні термін імунопатологія означає захворювання, що виникають в результаті пошкодження власних тканин і органів організму під впливом аутоагресивних антитіл або сенсибілізованих лімфоїдних клітин.
Також замість терміну «імунопатологія» можна використовувати «патологія імунної системи», «захворювання імунної системи»[джерело?].

## Дослідження в імунопатології
У 1899 І. І. Мечников встановив, що еритроцити, лейкоцити, сперматозоїди та інші клітини, введені в організм тварин, викликають утворення специфічних антитіл — цитотоксинів (гемолізини, лейкотоксини, спермотоксини, нефротоксини і, зокрема, аутолізини). У подальшому вивчалися антигенні особливості патологічно змінених власних тканин і органів (аутоалергія), проводився аналіз імунологічних процесів, що виникають унаслідок пересадки тканин і органів (тканинна несумісність) тощо

Поглиблене дослідження процесів імунопатології почалося в 1939 з робіт німецького ученого Ф. Ф. Швенкера і французького ученого Ф. З. Комплюайе, які, вводячи тварині емульсію нирки, змішану із стафілококовим або стрептококовим токсином, виявляли в крові цієї тварини протиниркові антитіла. У 1945 американськими ученими П. Кавелті та Е. Кавелті було експериментально доведено, що введення в організм тварин гемолітичного стрептокока в суміші з тканиною нирок викликає гломерулонефрит, а з тканиною серця — міокардит. При цьому виникають агресивні аутоантитіла, що специфічно ушкоджували нормальні клітини нирки або серця, що набувають властивостей аутоантигенів. У 1955 німецький учений А. Бенко об'єднав всі ці процеси терміном «аутоагресія», німецькі учені П. Мішер і К. О. Форлендер розглядали ці процеси як імунопатологію (1963), а радянський алерголог А. Д. Адо (1967) вважав, що імунопатологія — це одна з форм алергії.

## Причини виникнення
Виникнення аутоімунних реакцій, згідно з сучасними уявленнями[джерело?], може бути обумовлене: по-перше, сенсибілізацією екзогенними («зовнішніми») антигенами; по-друге, дією різних зовнішніх чинників (інфекційних, хімічних, фізичних та інших), що викликають зміну клітинних антигенів, і, по-третє, генетичними змінами в лімфоїдній системі.

## Групи імунопатологій
Патологія імунної системи може розвиватись у трьох напрямках:
- Гіперчутливість — імунна відповідь надмірної інтенсивності.
- Імунодефіцит — неефективна імунна відповідь.
- Аутоімунні захворювання — реакція на власні антигени.